# University of Pittsburgh Women's Volleyball 2023
Questa voce raccoglie le informazioni riguardanti la University of Pittsburgh Women's Volleyball nella stagione 2023.

## Stagione
La University of Pittsburgh partecipa alla Atlantic Coast Conference per la quarantatreesima volta, vincendo il secondo titolo di conference consecutivo (e quinto nella storia del programma) a pari merito con la Florida State.
Al torneo NCAA Division I ottiene la testa di serie numero 1, ospitando la fase regionale: ai primi due turni supera rispettivamente la Coppin State e la Southern California, mentre alle Sweet sixteen ha la meglio sulla Washington State con un secco 3-0, avanzando in Final four dopo aver piegato in cinque set la Louisville nel turno di Elite eight.
Viene sconfitto per il terzo anno di fila nelle semifinali nazionale, estromesso dalla corsa al titolo in tre set dalla Nebraska.

## Organigramma societario
Area direttiva
- Presidente: Heather Lyke

Area organizzativa
- Direttore delle operazioni: Michael Fisher

Area tecnica
- Allenatore: Daniel Fisher
- Allenatore associato: Kellen Petrone
- Assistente allenatore: Kamalani Akeo, Alicia Roth

## Rosa
| N° | Nome             | Ruolo | Data di nascita  | Nazionalità sportiva | Anno             |
| -- | ---------------- | ----- | ---------------- | -------------------- | ---------------- |
| 1  | Lexis Akeo       | P     | 13 dicembre 2001 | Stati Uniti          | Graduate student |
| 2  | Valeria Vázquez  | S     | 28 gennaio 2001  | Porto Rico           | Senior           |
| 3  | Catherine Flood  | S     | 10 aprile 2002   | Stati Uniti          | Senior           |
| 4  | Torrey Stafford  | S     | 15 aprile 2005   | Stati Uniti          | Freshman         |
| 5  | Olivia Babcock   | O     | 28 giugno 2005   | Stati Uniti          | Freshman         |
| 6  | Rachel Jepsen    | C     | 20 maggio 2004   | Stati Uniti          | Sophomore        |
| 7  | Julianna Dalton  | S     | 27 novembre 2001 | Stati Uniti          | Junior           |
| 8  | Blaire Bayless   | S     | 5 maggio 2005    | Stati Uniti          | Freshman         |
| 9  | Emma Monks       | C     | -                | Stati Uniti          | Graduate student |
| 10 | Rachel Fairbanks | P     | 5 luglio 2003    | Stati Uniti          | Junior           |
| 12 | Emmy Klika       | L     | 16 marzo 2003    | Stati Uniti          | Junior           |
| 14 | Logan Mosley     | L     | 28 agosto 2001   | Stati Uniti          | Graduate student |
| 16 | Dillyn Griffin   | L     | 18 maggio 2004   | Stati Uniti          | Sophomore        |
| 20 | Chiamaka Nwokolo | C     | 8 novembre 2000  | Stati Uniti          | Graduate student |
| 21 | Breanna Kelley   | C     | 30 luglio 2003   | Stati Uniti          | Junior           |
| 25 | Haiti Tautua'a   | P     | -                | Stati Uniti          | Freshman         |

## Mercato
| Acquisti | Acquisti        | Acquisti             | Acquisti   |
| R.       | Nome            | da                   | Modalità   |
| -------- | --------------- | -------------------- | ---------- |
| S        | Torrey Stafford | Marymount HS         | definitivo |
| O        | Olivia Babcock  | Sierra Canyon School | definitivo |
| S        | Blaire Bayless  | Plano West Senior HS | definitivo |
| C        | Emma Monks      | Michigan State       | definitivo |
| L        | Logan Mosley    | Virginia Tech        | definitivo |
| C        | Breanna Kelley  | Florida              | definitivo |
| P        | Haiti Tautua'a  | Waianae HS           | definitivo |

| Cessioni | Cessioni          | Cessioni              | Cessioni   |
| R.       | Nome              | a                     | Modalità   |
| -------- | ----------------- | --------------------- | ---------- |
| L        | Ashley Browske    | -                     | ritirata   |
| S        | Courtney Buzzerio | Casalmaggiore         | definitivo |
| S        | Camryn Ennis      | -                     | ritirata   |
| C        | Serena Gray       | Béziers               | definitivo |
| S        | Eliana Posada     | California Baptist    | definitivo |
| C        | Sabrina Starks    | Valencianas de Juncos | definitivo |

## Statistiche

### Statistiche di squadra
| Competizione                              | Punti | In casa | In casa | In casa | In trasferta | In trasferta | In trasferta | Campo neutro | Campo neutro | Campo neutro | Totale | Totale | Totale |
| Competizione                              | Punti | G       | V       | P       | G            | V            | P            | G            | V            | P            | G      | V      | P      |
| ----------------------------------------- | ----- | ------- | ------- | ------- | ------------ | ------------ | ------------ | ------------ | ------------ | ------------ | ------ | ------ | ------ |
| Atlantic Coast Conference NCAA Division I | .853  | 18      | 17      | 1       | 13           | 11           | 2            | 3            | 1            | 2            | 34     | 29     | 5      |
| Totale                                    | .853  | 18      | 17      | 1       | 13           | 11           | 2            | 3            | 1            | 2            | 34     | 29     | 5      |

G = partite giocate; V = partite vinte; P = partite perse

### Statistiche dei giocatori
| Giocatrice   | Atlantic Coast Conference NCAA Division I | Atlantic Coast Conference NCAA Division I | Atlantic Coast Conference NCAA Division I | Atlantic Coast Conference NCAA Division I | Atlantic Coast Conference NCAA Division I | Totale | Totale | Totale | Totale | Totale |
| Giocatrice   | P                                         | PT                                        | AV                                        | MV                                        | BV                                        | P      | PT     | AV     | MV     | BV     |
| ------------ | ----------------------------------------- | ----------------------------------------- | ----------------------------------------- | ----------------------------------------- | ----------------------------------------- | ------ | ------ | ------ | ------ | ------ |
| L. Akeo      | 21                                        | 2                                         | 0                                         | 0                                         | 2                                         | 21     | 2      | 0      | 0      | 2      |
| O. Babcock   | 34                                        | 536,5                                     | 420                                       | 65,5                                      | 51                                        | 34     | 536,5  | 420    | 65,5   | 51     |
| B. Bayless   | 19                                        | 61                                        | 56                                        | 5                                         | 0                                         | 19     | 61     | 56     | 5      | 0      |
| J. Dalton    | 15                                        | 32,5                                      | 24                                        | 5,5                                       | 3                                         | 15     | 32,5   | 24     | 5,5    | 3      |
| R. Fairbanks | 29                                        | 109,5                                     | 59                                        | 28,5                                      | 22                                        | 29     | 109,5  | 59     | 28,5   | 22     |
| C. Flood     | 33                                        | 27                                        | 9                                         | 1                                         | 17                                        | 33     | 27     | 9      | 1      | 17     |
| D. Griffin   | 29                                        | 8                                         | 0                                         | 0                                         | 8                                         | 29     | 8      | 0      | 0      | 8      |
| R. Jepsen    | 8                                         | 49                                        | 33                                        | 16                                        | 0                                         | 8      | 49     | 33     | 16     | 0      |
| b. Kelley    | 4                                         | 34                                        | 26                                        | 7                                         | 1                                         | 4      | 34     | 26     | 7      | 1      |
| E. Klika     | 34                                        | 3                                         | 0                                         | 0                                         | 3                                         | 34     | 3      | 0      | 0      | 3      |
| E. Monks     | 33                                        | 294                                       | 194                                       | 96                                        | 4                                         | 33     | 294    | 194    | 96     | 4      |
| L. Mosley    | 29                                        | 2                                         | 0                                         | 0                                         | 2                                         | 29     | 2      | 0      | 0      | 2      |
| C. Nwokolo   | 29                                        | 215                                       | 152                                       | 59                                        | 4                                         | 29     | 215    | 152    | 59     | 4      |
| T. Stafford  | 34                                        | 425,5                                     | 372                                       | 38,5                                      | 15                                        | 34     | 425,5  | 372    | 38,5   | 15     |
| H. Tautua'a  | 19                                        | 11                                        | 4                                         | 1                                         | 6                                         | 19     | 11     | 4      | 1      | 6      |
| V. Vázquez   | 33                                        | 300                                       | 245                                       | 21                                        | 34                                        | 33     | 300    | 245    | 21     | 34     |

P = presenze; PT = punti totali; AV = attacchi vincenti; MV = muri vincenti; BV = battute vincenti

NB: I muri singoli valgono una unità di punto, mentre i muri doppi e tripli valgono mezza unità di punto; anche i giocatori nel ruolo di libero sono impegnati al servizio